# Concepción Tutuapa
Concepción Tutuapa è un comune del Guatemala facente parte del dipartimento di San Marcos.